# グニラ・ユーハンスドッテル
グニラ・ユーハンスドッテルまたはグニラ・ビエルケ （Gunilla Johansdotter / Gunilla Bielke, 1568年6月25日 - 1597年7月19日）は、スウェーデン王ヨハン3世の2度目の王妃。

## 生涯
王の従弟でエステルイェートランド知事を務めるユーハン（またはヨハン）・アクセルソン・ビエルケの娘として生まれ、10歳頃から王女アンナの遊び相手として宮廷で暮らした。
マルガレータ・エリクスドッテル、カタリナ・ステンボックら王妃たちと同様、ヨハン3世が娘ほど年の離れたグニラを後添えに迎えようとしたとき、既にグニラは婚約者のいる身で、彼女は王の求婚を拒絶した。王はこの返答に怒って、自分の手袋でグニラの顔を叩いたという。しかし彼女の家族は王に逆らうことなくこの結婚を承諾し、グニラの婚約を解消させ、1585年に彼女はヨハン3世と結婚した。
グニラはブロンドの髪を持つ非常に美しい女性だったといわれ、明らかにヨハン3世の性的嗜好からの再婚であった。王は、なぜ高貴な王女を娶らないのかという議会の質問に答え、自分は美しい妻が欲しいのだが婚約交渉で相手が送ってくる肖像画の中に美女がいないからだ、と言った。
グニラは老齢の王を操り、また甘やかされ、権力と財力を持つ王妃へと変貌した。それまで前王妃カタジナ・ヤギェロンカの影響からカトリックに同情的だった王は、とたんにプロテスタント支持に変わった。1589年、グニラは一人息子のエステルイェートランド公ヨハン（1589年 - 1618年）を生んだ。
ヨハン3世が亡くなると、グニラは王宮に残り、自身と息子のため遺産相続をめぐって亡夫の弟カールと争った。王位を継いだのはポーランド王も兼ねた義理の息子シギスムンドであったが、彼が戴冠式のため王妃アンナを連れて帰国すると、信仰の違いを理由にグニラはこの義理の娘と険悪になった。しかし、遺産相続が解決していないので居づらくともストックホルムにとどまった。グニラは遺産の一部を相続すると、ブロボリ城に引退し、そこで4年を過ごして死んだ。